# Kondoa

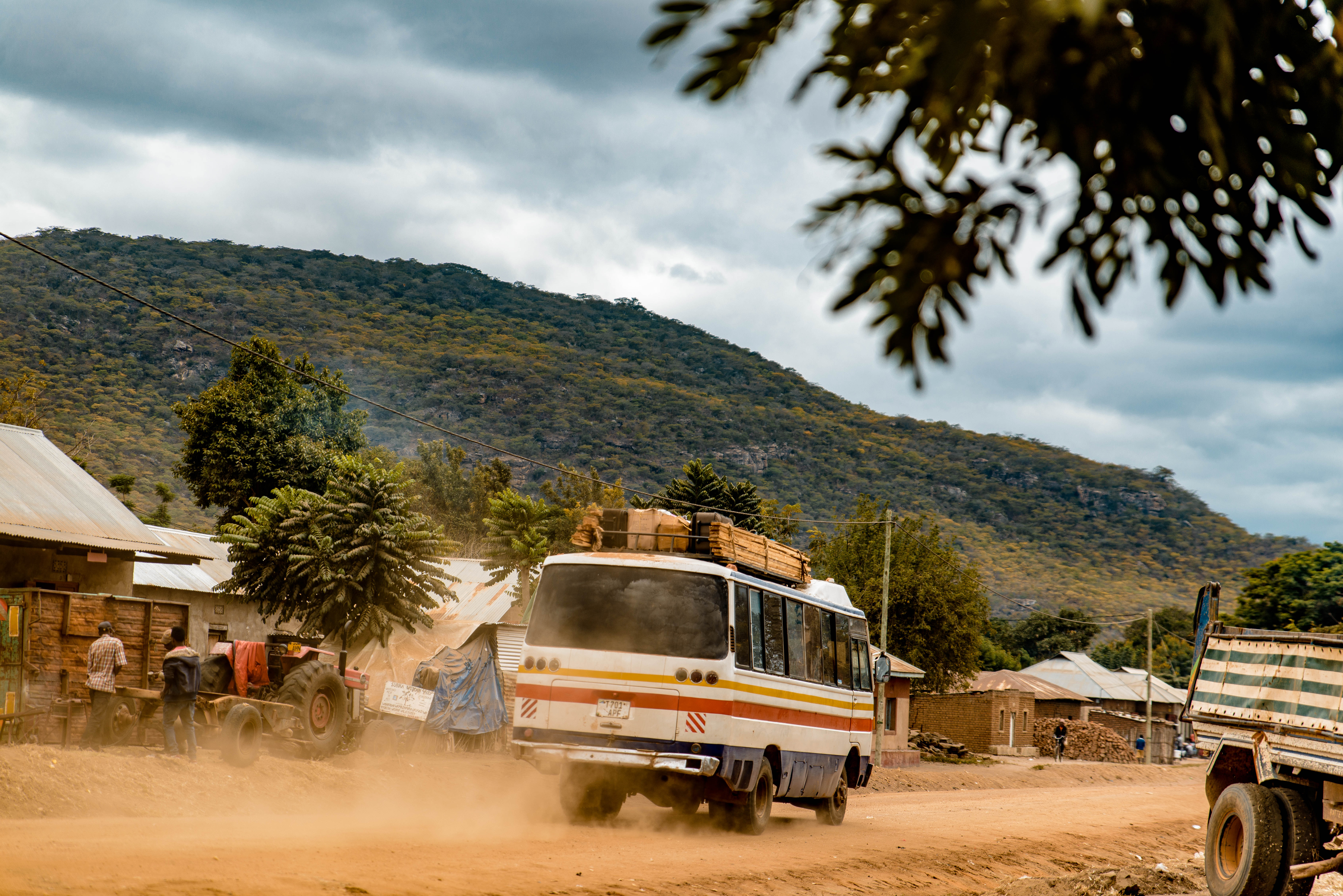
Transport routier à Kondoa.

Kondoa est une ville de la région de Dodoma en Tanzanie. Elle est notamment connue pour abriter plusieurs sites d’art rupestre classés depuis 2006 sous le nom de Sites d'art rupestre de Kondoa au Patrimoine mondial de l’UNESCO.
Ils sont dans une série de 200 grottes contenant des peintures sur six grandes périodes. Elles sont datées à au moins -40000 à -3000 ans, réparties sur 10 000 km2 en Tanzanie dit « Stone Bowl Culture ».
Les peintures dépeignent des personnes, des animaux et des scènes de chasse. Les dessins sont stylistiquement similaires en Europe. Ceux de Kondoa sont parmi les premiers arts connus sur terre.

## Descriptions
- Scènes de chasses (en quatre phases) sur une stratigraphie rocheuses
- Certains dessins mesurent plus de trois mètres
- Animaux, bovidés, antilopes, éléphants, girafes
- Animaux totémiques, anthropomorphes, monstres...
- Chasseurs, arc et flèches
  - Chasseurs archaïques de Pahi
  - Quatre personnages masqués (période des récolteurs archaïques)
- Empreintes digitales
- Couleurs monochromes : rouge, gris, noir
- Danses et rites religieux
- Culture des Wilton (Microlithe & Mésolithique)